# Messerschmitt P.1101
Die Messerschmitt P. 1101 war ein Versuchsflugzeug zur Erprobung des Pfeilungswinkels eines zukünftigen Flugzeugs. Die Tragflächen konnten am Boden in verschiedenen Positionen eingestellt werden, womit die Me P.1101 als Ur-Prototyp eines Schwenkflügelflugzeugs gilt.

## Entwicklung

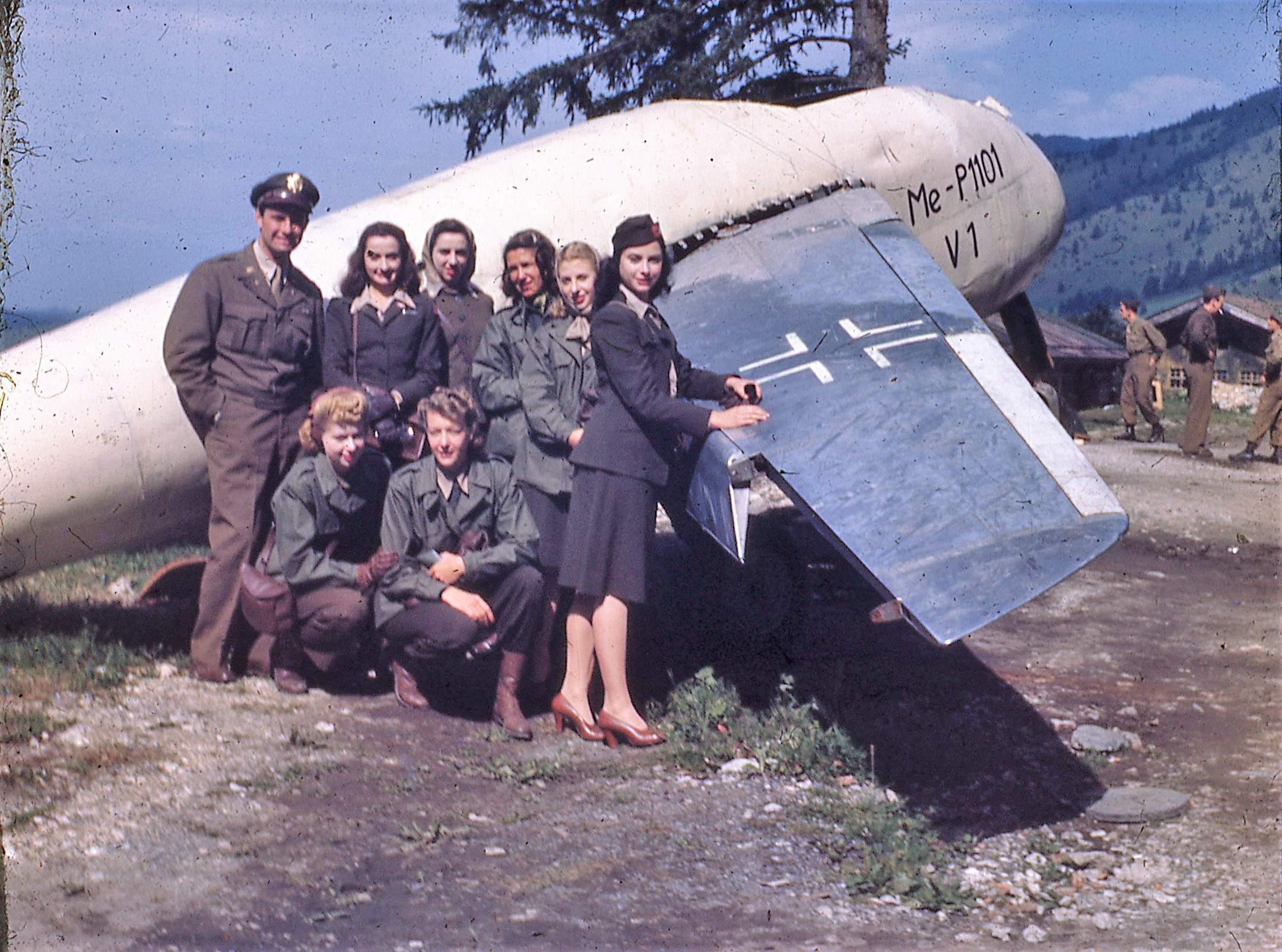
P.1101 V1 nach dem Krieg

Das Flugzeug ging auf einen Entwicklungsauftrag des Oberkommandos der Luftwaffe (OKL) nach einem einsitzigen Jäger mit 1000 km/h Höchstgeschwindigkeit in 7000 m Höhe zurück, der Mitte 1944 erteilt worden war. Die P.1101 hätte dabei der Erprobung der gepfeilten Tragflächen dienen sollen und sollte selbst nicht dem OKL als Entwurf für die Ausschreibung vorgelegt werden, dafür aber die nachfolgend zu entwickelnde Messerschmitt P.1110.
Da die vorgesehene Heinkel-HeS-011-Strahlturbine noch nicht zur Verfügung stand, wurde der Prototyp mit einem Junkers-Jumo-004-Triebwerk ausgerüstet. Die Tragflächenpfeilung der P. 1101 war nur am Boden im Winkel zwischen 35° und 45° verstellbar. Das Flugzeug wurde im April 1945 kurz vor seiner Fertigstellung im Messerschmitt-Werk in Oberammergau (der sogenannten Oberbayerischen Forschungsanstalt) von den Amerikanern erbeutet. Sie überführten den Prototyp in die USA, um ihn Tests zu unterziehen. Auf dieser Basis entstand die Bell X-5, deren Schwenkflügel in der Luft verstellbar waren. Forschungsergebnisse gelangten auch nach Schweden und bildeten die Entwicklungsgrundlage der Saab 29 „Tunnan“.

## Technische Daten

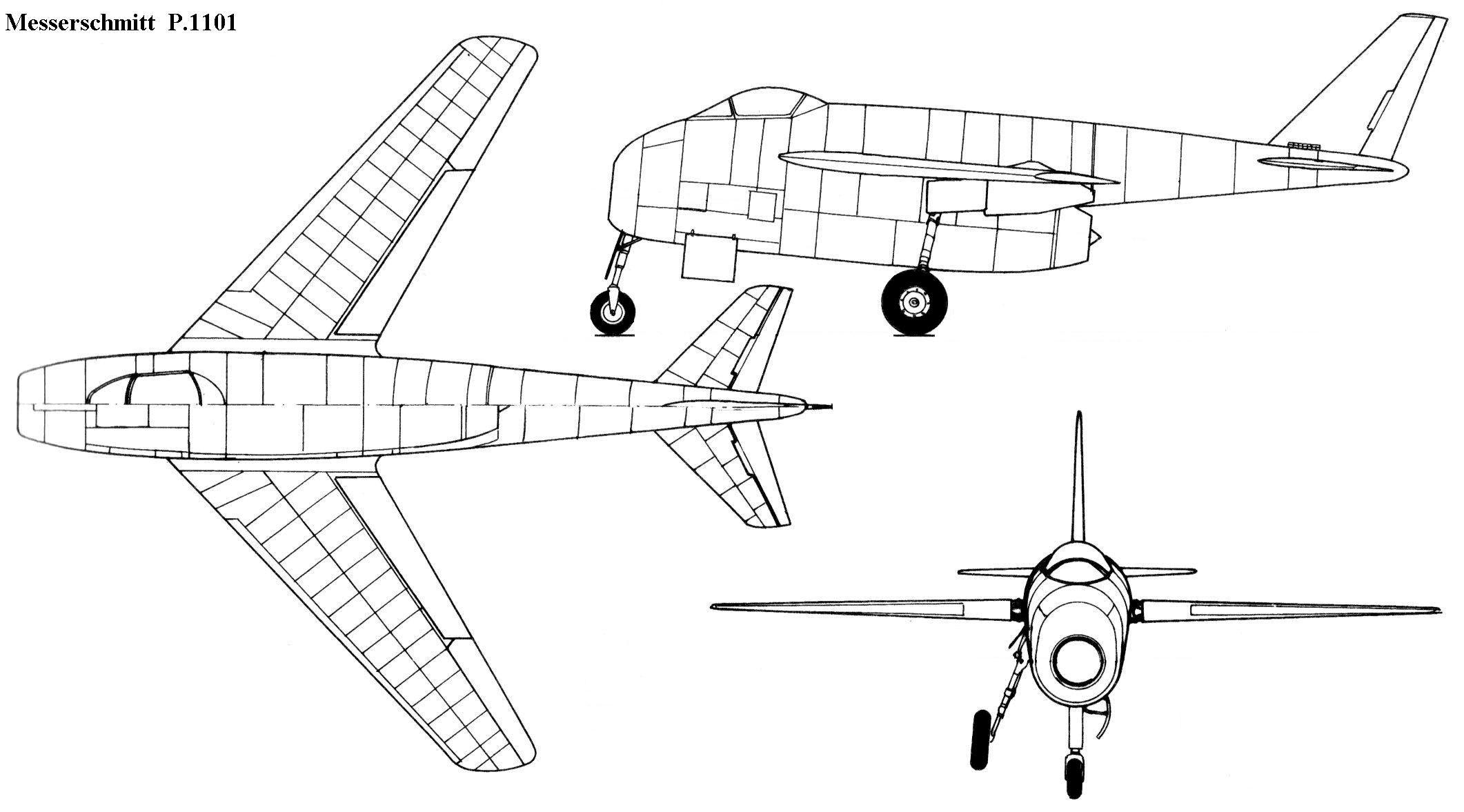
Dreiseitenansicht

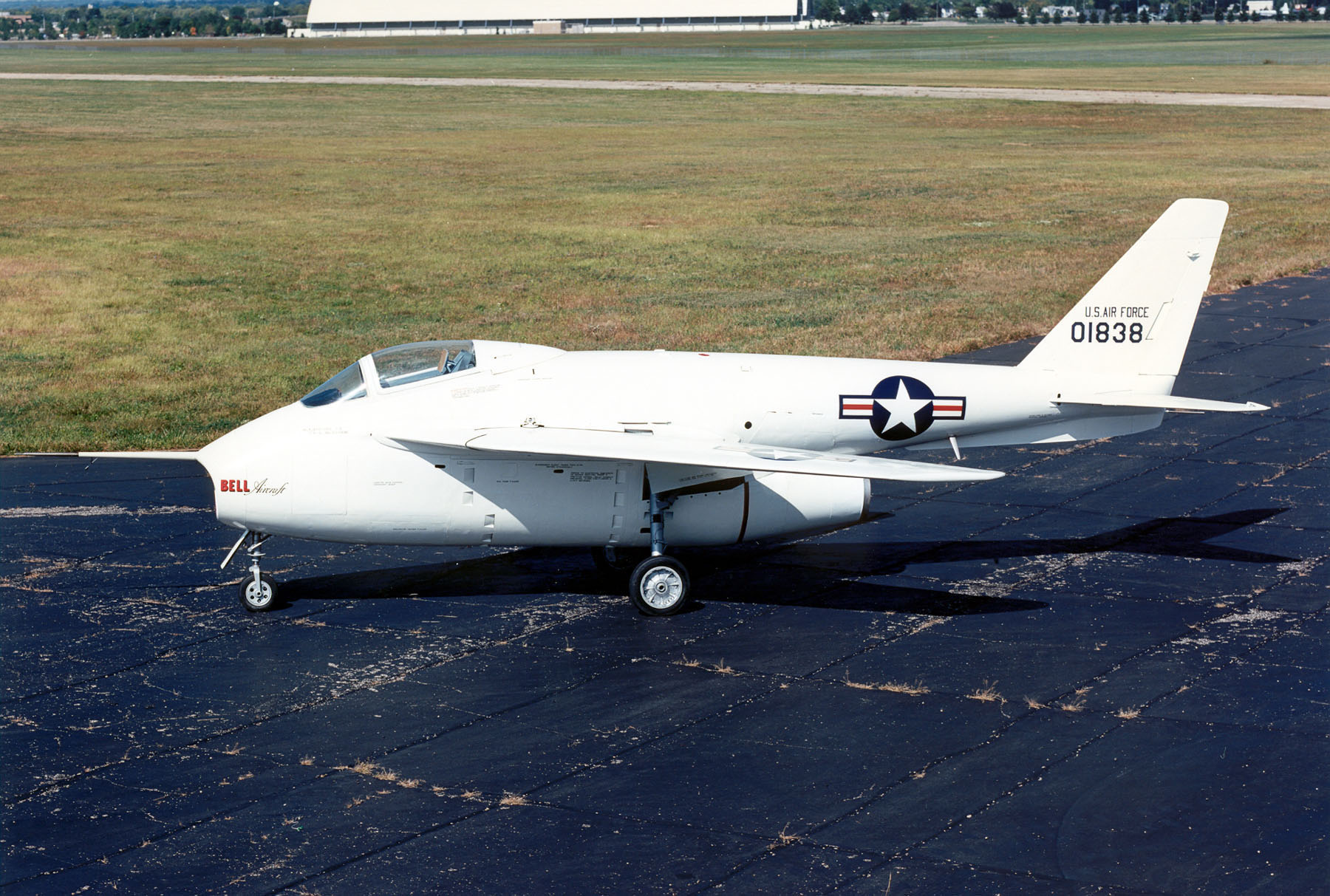
Bell X-5

| Kenngröße             | Daten (Stand 24.07.1944)                                            | Daten (Stand 30.08.1944) | Daten (Stand 22.02.1945, geplante Serienausführung)                 |
| --------------------- | ------------------------------------------------------------------- | --- | ------------------------------------------------------------------- |
| Besatzung             | 1                                                                   | 1 | 1                                                                   |
| Länge                 | 6,85 m                                                              | 9,37 m | 9,175 m                                                             |
| Spannweite            | 7,15 m                                                              | 8,16 m bei 40° Pfeilung | 8,25 m bei 40° Pfeilung                                             |
| Flügelfläche          |                                                                     | 13,50 m² | 15,85 m²                                                            |
| Höhe                  | 2,45 m                                                              | 3,08 m | 3,71 m                                                              |
| Leermasse             |                                                                     | 2642 kg | 2594 kg                                                             |
| Startmasse            | 3000 kg (davon 710 kg Kraftstoff und 340 kg Nutzlast)               | 3554 kg (davon 830 kg Kraftstoff)                                                                                              | 4064 kg (davon 1250 kg Kraftstoff)                                  |
| Flächenbelastung      |                                                                     | 263 kg/m² | 296,5 kg/m²                                                         |
| Triebwerk             | ein Strahltriebwerk Heinkel HeS 011-A-0 mit 12,7 kN (1300 kp) Schub | ein Strahltriebwerk Heinkel HeS 011-A-0 mit 12,7 kN (1300 kp) Schub                                                            | ein Strahltriebwerk Heinkel HeS 011-A-0 mit 12,7 kN (1300 kp) Schub |
| Höchstgeschwindigkeit | 1050 km/h                                                           | 1080 km/h | 985 km/h                                                            |
| Dienstgipfelhöhe      | 12.000 m                                                            | 14.800 m | 12.000 m                                                            |
| Reichweite            |                                                                     | 1500 km | 1500 km                                                             |
| Bewaffnung            | zwei MK 108 mit insgesamt 315 Schuss eine SC-500-Bombe              | ein MK 112 oder zwei MK 108 möglicherweise eine MK 108 oder MK 103 zwei SG-500-Jagdfaust-Raketen in der Nase eine SC-500-Bombe | vier MK 108 mit insgesamt 210 Schuss vier X-4-Raketen               |